# Allgemeine Automobil-Gesellschaft Berlin
Die Allgemeine Automobil-Gesellschaft Berlin GmbH war ein deutsches Unternehmen zur Herstellung von Automobilen in der Rechtsform einer GmbH mit Sitz in Berlin.

## Unternehmensgeschichte
Das Unternehmen meldete am 28. November 1899 eine Schutzmarke für die Abkürzung AAG als Markennamen an, die am 8. Februar 1900 eingetragen wurde. Ebenso begann 1900 die Herstellung von Automobilen. Neben der Produktion eines eigenen Modells vertrieb die AAG auch motorisierte Dreiräder und Elektrowagen von anderen Herstellern. Bereits 1901 endete die Produktion. Die Allgemeine Elektricitäts-Gesellschaft übernahm das Unternehmen und gründete auf dieser Basis die Neue Automobil-Gesellschaft (NAG).

## Fahrzeuge

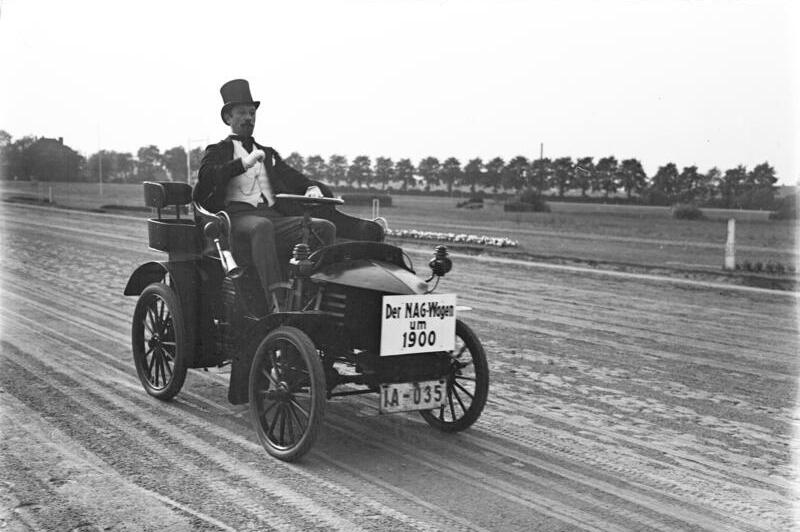
Klingenberg-NAG-Wagen aus dem Jahr 1900

Georg Klingenberg konstruierte das einzige Modell, das auch Klingenberg-Wagen genannt wurde. Es war ein Kleinwagen mit einem Einzylindermotor und 5 PS Leistung. Die Höchstgeschwindigkeit war mit 35 km/h angegeben. Das erste Modell von NAG basierte auf diesem Fahrzeug.